# Ňura (opera)
Ňura (op. 31) je opera o dvou dílech a sedmi obrazech českého skladatele Osvalda Chlubny na vlastní libreto podle stejnojmenného dramatu Osipa Dymova (vl. jm. Josif Isidorovič Perelman, 1878–1959) z roku 1908 v překladu Vincence Červinky. Premiéru měla 20. května 1932 v Zemském divadle v Brně.

## Vznik a charakteristika
Zatímco první Chlubnova opera, Pomsta Catullova, a zejména druhá, Alladina a Palomid, byly psány především pod vlivem Clauda Debussyho a jeho krajanů, je jeho třetí opera Ňura jak tématem, tak hudebním zpracováním závislá především na Chlubnovu učiteli Leoši Janáčkovi. Ňura vznikla v době bezprostředně po Janáčkově smrti, tedy v době, kdy Chlubna – který již dříve na Janáčkovu žádost instrumentoval jeho operu Šárka – pracoval i na doinstrumentování a úpravě Janáčkovy opery Z mrtvého domu a nedokončené symfonie Dunaj.
Janáčka přitahovala ruská realistická literatura – poskytla mu látku ke Káťa Kabanová i Z mrtvého domu, uvažoval i o dalších. I Chlubna, který si stejně jako u svých dalších oper vypracoval libreto sám na základě literární předlohy, v tomto případě sáhl k příběhu z Ruska, jejž Ludvík Kundera označil jako „drsná realistická scéna z civilního moderního prostředí“. Byla jím dobově populární hra Osipa Dymova, jejíž děj má rysy podobné Tolstého Anně Kareninové. Muzikolog Ludvík Kundera upozorňuje na řadu rysů, které Ňuru spojují s Káťou Kabanovou (ruská žena s typicky ruskou mentalitou řeší konflikt ženského srdce mezi manželem a milencem).
Gracian Černušák v recenzi pro Lidové noviny blahopřál skladateli, že ho opustil „zadumaný symbolismus a snivá mystika, pasivně zlomená náladovost a zahořklé odvrácení se od vnějšího bytí“, zejména proto, že se v tvorbě projevovaly „rozměklostí výrazu“ a „mlžnou náznakovostí“ a uváděly ho do „nebezpečí přehnaného virtuosního, neosobního kolorismu“. I když měl výhrady k údajně zastaralému, „v podstatě tak prostému a přímo lokálkově schematickému“ námětu, jemuž vytýkal „hypertrofii složky sexuální“ a „hysterickou křeč“, přece jen mu přiznal obecnou platnost a dějově rušné a napínavé momenty, v nichž spatřoval lék na nedostatky Chlubnovy dosavadní tvorby. I Ludvík Kundera ocenil tento Chlubnův odvrat od světabolného pesimismu prvních dvou oper a příklon od Debussyho k Janáčkovi, přičemž o Ňuře soudil, že „účinný námět je tu účinně zpracován“.
Podle Kundery se Chlubna v této opeře Janáčkovi blíží „svým drsným realismem, svou stručnou mluvou, složenou ze samých drobných motivů, a svým bystrým instinktem jevištním“. Černušák upozorňuje i na rozdíly: proti „pudově intensivnímu“ Janáčkovi je Chlubna lyričtější, zpěvnější ve svých melodiích, a méně průbojný, zejména v harmonii. Přitom však vyzdvihuje jeho instrumentaci, jež je při své hospodárnosti „prostě skvělá“.
Gracian Černušák oceňoval dramaticky účinnou stavbu díla (včetně symfonických meziher) a psychologické vystižení postav, Ludvík Kundera upozorňuje na tklivé lyrické momenty, jako jsou melodramatická scéna hovoru titulní hrdinky s jejím synem a závěrečný obraz u Ňuřiných rodičů, které v sobě mají „velké lyrické kouzlo“. Různé názory se sešly na výraznou scénu klepen na konci předposledního obrazu: podle Graciana Černušáka zde „episodní figurky ruší hlavní pásmo vnějškovými naturalismy a […] ani hudební výraz nemá žádoucí jednotnosti a síly“, zatímco podle Ludvíka Kundery je to „výtečný, ostře řezaný realistický obrázek neselhávající účinnosti“.
Vyjma svou první inscenaci nebyla Ňura již žádným divadlem uvedena.

## Osoby a první obsazení
| osoba                     | hlasový obor        | premiéra (20. května 1932) |
| ------------------------- | ------------------- | -------------------------- |
| Ňura                      | dramatický soprán   | Alexnadra Čvanová          |
| Její muž                  | bas                 | Vlastimil Šíma             |
| Kosťa, její dítě          | mluvená role        | Olga Waltrová              |
| Její otec                 | bas                 | Rudolf Walter              |
| Její matka                | alt                 | Ema Pechová                |
| On, básník                | tenor               | Gustav Talman              |
| Tanečník                  | němá (taneční) role | Jan Kyšperský              |
| Student                   | mluvená role        | Josef Žižka                |
| Marja, služka             | alt                 | Marta Dobruská             |
| Domovník                  | němá role           | Bedřich Zavadil            |
| Strážník                  | mluvená role        | Vladimír Jedenáctík        |
| Bytná                     | soprán              | Marie Hloušková            |
| Uklízečka                 | soprán              | Jožka Mattesová            |
| Vrátná                    | alt                 | Vlasta Andrýsková          |
| Dirigent: Antonín Balatka |                     |                            |
| Režie: Rudolf Walter      |                     |                            |
| Scéna: Antonín Klimeš     |                     |                            |

## Děj opery

### 1. díl
(1. obraz – Zákoutí u tanečního sálu) Ňura se na plese velmi dobře baví. Konečně se seznámila s básníkem, kterého již dlouho obdivovala. On, velký elegán s bezchybným společenským chování, se nyní snaží Ňuře zaimponovat a ta s ním vesele konverzuje, dokud ji jiný tanečník neodvede k tanci. Básník je rozladěn a vybije si nelibost na udýchaném studentovi, který si přišel vypůjčit židli. Ňura se vrací ještě dříve, než waltz dozněl, a viní z toho tanečníkovu neobratnost. Pokračují s básníkem v hovoru a ten se teprve teď mimoděk dozvídá, že Ňura je vdána.
Ples se chýlí ke konci, zábava v tanečním sále vrcholí a rozhazují se konfety. Až do zákoutí k Ňuře dolétne serpentina a ona si od básníka vyprosí, aby jí na proužek papíru napsal nějaký verš na památku. Zatímco tak básník činí, objeví se Ňuřin manžel. Ňura v rozpacích oba pány seznamuje a manžel ji odvádí domů.
(2. obraz – Byt Ňury a jejího manžela) Manželé se vracejí pozdě k ránu z bálu. On má dobrou náladu. Dobře si všímal, jak byla Ňura obletována mnoha muži, ale nepřikládá tomu váhu, spíše to lichotí jeho marnivosti. Ňura je podrážděna tím, jak ji má muž jen za svůj majetek, trofej a ozdobu, a reaguje podrážděně na neobratné projevy jeho erotického zájmu. Srovnává ho s citlivým a oduševnělým básníkem a mezi manželi dochází k hádce. Když choť rozezleně odejde, utvrzuje se Ňura ve své představě četbou improvizovaných veršů, které jí básník zanechal. Manžel se vrací. Dochází mu, že Ňuřino vzplanutí není jen vrtochem okamžiku, a snaží se jí klidně a rozumně vysvětlit, že nový známý k ní necítí opravdovou lásku, kvůli které by stálo za to dát všanc manželství i společné dítě. Brzy však ztratí sebeovládání a rozhovor končí ještě větší hádkou než prve, ba i násilím.
(3. obraz  – Byt Ňury a jejího manžela) Ňura a básník udržují poměr. Nyní sedí v Ňuřině saloně v důvěrném hovoru při ztlumeném světle. Služka Marja oznamuje, ž se nenadále vrací manžel. Ňura básníka pobízí, aby se vzdálil, ale ten furiantsky zůstává a chce manžela konfrontovat. Oslovuje ho lehkým konverzačním tónem, ale manžel na hru nepřistoupí, posílá Ňuru pryč a pak básníka nejprve vyzývá, pak prosí, aby zanechal svých návštěv u nich. Ale básník odpovídá s cynickým posměchem a rozdurděný manžel na něj vytáhne revolver. Pustí se s básníkem do rvačky, přičemž převrhne lampu. Jsou slyšet políčky a pak dvě rány. Marja a Ňura vyděšeně přibíhají. Nikdo sice není zraněn, ale Ňura prohlašuje svůj úmysl manžela i synka opustit. Vzápětí musí Marja oznámit příchod domovníka a strážníka, které přivolaly hluk zápasu a výstřely. Básník vše narychlo zorganizuje a oba muži nalézají trojici ve fingovaném společenském hovoru – básník právě vypráví židovskou anekdotu. Scéna, která ještě před chvílí hrozila tragédií, tak končí groteskou.
(4. obraz – Byt Ňury a jejího manžela) Ňura se skutečně odstěhovala do penzionu a odmítá jakýkoli styk s manželem i synem. Manžel chce využít malého Kosťu, aby získal jeho matku zpět, a nechává ho zatelefonovat matce. Mateřské srdce neodolá a Ňura se synem hovoří o dětských starostech. Když se však Kosťa prořekne, že tatínek stojí vedle něj, Ňura lest prohlédne a ihned zavěsí. Kosťa se rozpláče a Marja ho odvádí, zatímco manžel se marně snaží oživit mrtvé spojení. Je neúspěchem zlomen.

### 2. díl
(5. /1. obraz – Ňuřin pronajatý byt) Manžel vyhledal Ňuru v jejím nynějším bydlišti a snaží se ji přesvědčit, aby se k němu a k dítěti vrátila. Snesl by i, aby přitom pokračovala ve svém poměru s básníkem. Ňura jej však rozhodně odmítá: svůj odchod z manželství bez lásky a vzájemné úcty považuje za definitivní a jakékoli nové sblížení za vyloučené. O samotě pak přemítá nad vážností své situace. Když pak básník přijde, vyhýbá se vážnému hovoru a místo toho ji zahrnuje jen povrchními slovy o lásce a lacinými něžnostmi, odtahuje se od něj. Ale básník její potřebu duševního porozumění nechápe, naopak je jejími slovy popuzen. Cynicky ji uráží a opouští ji. Ňura si musí přiznat, že se od milence nedočkala pochopení stejně jako od manžela, a jediné východisko vidí v dobrovolném ochodu ze světa.
(6. /2. obraz – Ňuřin pronajatý byt) Druhý den přibíhá básník, který se dozvěděl o Ňuřině pokusu o sebevraždu. V Ňuřině pokoji nalézá manžela a Marju. Dozvídá se od něj, že Ňuru našli ráno otrávenou a po převozu do nemocnice zemřela; on nyní zařizuje pohřeb. Se zoufalým pláčem sbírá Ňuřiny věci a odchází s Marjou. I básník truchlí nad zmařeným životem. Slova obou mužů jsou však povrchní a mají se skutečnou Ňurou málo společného. Klepny – vrátná, domovnice a uklízečka v penzionu – barvitě komentují nebožčiny rozhárané rodinné poměry.
(7. / 3. obraz – Světnice u Ňuřiných rodičů na venkově) Ňuřini staří rodiče obdrželi její deník, v němž se jejich dcera loučí se životem a se svými milými. Osvětluje také vlastní příčinu své sebevraždy: byla těhotná a nevěděla, kdo z obou mužů je otcem čekaného dítěte. Jakoby zdálky zaznívá Ňuřin konejšivý hlas: „Až budete tiše oba seděti a plakati nade mnou, má stará matko, stanu za Tvou židlí a budu hladiti Tvoje šedivé vlasy tak tiše, že toho ani nepocítíš…“